# Tan Jian
Tan Jian (谭建S, Tán JiànP; Chengdu, 20 gennaio 1988) è una discobola cinese.

## Biografia
Il suo primato personale è stato di 64,45 m ottenuto durante la stagione 2012. Ottenne una medaglia di bronzo al campionato del mondo juniores a Pechino nel 2006.

## Palmarès
| Anno | Manifestazione      | Sede    | Evento           | Risultato | Misura  | Note |
| ---- | ------------------- | ------- | ---------------- | --------- | ------- | ---- |
| 2006 | Mondiali juniores   | Pechino | Lancio del disco | Bronzo    | 56,09 m |      |
| 2011 | Mondiali            | Taegu   | Lancio del disco | 6ª        | 62,96 m |      |
| 2012 | Olimpiadi           | Londra  | Lancio del disco | nm        | nm      |      |
| 2013 | Mondiali            | Mosca   | Lancio del disco | 6ª        | 63,34 m |      |
| 2014 | Giochi asiatici     | Incheon | Lancio del disco | Bronzo    | 59,03 m |      |
| 2015 | Campionati asiatici | Wuhan   | Lancio del disco | Argento   | 62,97 m |      |
| 2015 | Mondiali            | Pechino | Lancio del disco | 16ª (q)   | 59,84 m |      |

## Altre competizioni internazionali
2014
- 9ª al Shanghai Golden Grand Prix ( Shanghai), lancio del disco - 58,08 m